# Shyv Amashe Corona
Shyv Amashe Corona est une corona, formation géologique en forme de couronne, située sur la planète Vénus par -57° S et 63° E. Elle est localisée dans le quadrangle de Fredegonde. Elle a été nommée en référence à Shyv Amashe, principale déesse Tchouvache de l'eau (région de la Volga).

## Géographie et géologie
Shyv Amashe Corona couvre une surface circulaire d'environ 410 km de diamètre. Cette formation fait partie des 59 coronae de plus de 400 km de diamètre sur la surface de Vénus.